# Pemphigonotus debeauforti
Pemphigonotus debeauforti är en tvåvingeart som beskrevs av Meijere 1913. Pemphigonotus debeauforti ingår i släktet Pemphigonotus och familjen fritflugor. Inga underarter finns listade i Catalogue of Life.